# Elsa Tänglander
Elsa Karolina Tänglander, född 21 september  2007 i Östersund, är en svensk skidskytt och längdskidåkare, tävlande för Tullus Skyttegille och Östersunds SK. 

## Biografi
Elsa Tänglander tillhör världseliten i sin åldersgrupp i såväl skidskytte som i längdskidåkning. Hon har ännu inte bestämt slutligt vilken sport hon vill fokusera på, utan säger sig vilja tävla så mycket det går i både sporterna.  Vid ungdoms-OS i Sydkorea i januari 2024 tog hon guld på fristilssprinten. På 7,5 kilometersloppet placerade hon sig på en fjärdeplats. I februari 2024 vid JVM i skidskytte i Otepää, Estland tog hon guld i sprinten.